# Dangeau
Dangeau és un municipi francès, situat al departament de l'Eure i Loir i a la regió de Centre – Vall del Loira. L'any 2007 tenia 929 habitants.

## Demografia

### Població
El 2007 la població de fet de Dangeau era de 929 persones. Hi havia 377 famílies, de les quals 111 eren unipersonals (58 homes vivint sols i 53 dones vivint soles), 131 parelles sense fills, 123 parelles amb fills i 12 famílies monoparentals amb fills.
La població ha evolucionat segons el següent gràfic:
Habitants censats

### Habitatges
El 2007 hi havia 512 habitatges, 394 eren l'habitatge principal de la família, 88 eren segones residències i 30 estaven desocupats. 494 eren cases i 13 eren apartaments. Dels 394 habitatges principals, 304 estaven ocupats pels seus propietaris, 79 estaven llogats i ocupats pels llogaters i 11 estaven cedits a títol gratuït; 4 tenien una cambra, 49 en tenien dues, 98 en tenien tres, 101 en tenien quatre i 143 en tenien cinc o més. 327 habitatges disposaven pel capbaix d'una plaça de pàrquing. A 178 habitatges hi havia un automòbil i a 167 n'hi havia dos o més.

### Piràmide de població
La piràmide de població per edats i sexe el 2009 era:
| Homes | Edats   | Dones |
| ----- | ------- | ----- |
| 0     | 95 o +  | 0     |
| 0     | 90 a 94 | 4     |
| 12    | 85 a 89 | 16    |
| 4     | 80 a 84 | 12    |
| 16    | 75 a 79 | 8     |
| 16    | 70 a 74 | 32    |
| 40    | 65 a 69 | 36    |
| 16    | 60 a 64 | 44    |
| 12    | 55 a 59 | 24    |
| 24    | 50 a 54 | 16    |
| 32    | 45 a 49 | 28    |
| 28    | 40 a 44 | 24    |
| 20    | 35 a 39 | 16    |
| 24    | 30 a 34 | 24    |
| 32    | 25 a 29 | 24    |
| 24    | 20 a 24 | 24    |
| 12    | 15 a 19 | 24    |
| 16    | 10 a 14 | 8     |
| 8     | 5 a 9   | 16    |
| 16    | 0 a 4   | 8     |

## Economia
El 2007 la població en edat de treballar era de 541 persones, 424 eren actives i 117 eren inactives. De les 424 persones actives 389 estaven ocupades (223 homes i 166 dones) i 34 estaven aturades (18 homes i 16 dones). De les 117 persones inactives 46 estaven jubilades, 25 estaven estudiant i 46 estaven classificades com a «altres inactius».

### Ingressos
El 2009 a Dangeau hi havia 402 unitats fiscals que integraven 950 persones, la mediana anual d'ingressos fiscals per persona era de 17.947 €.

### Activitats econòmiques
Dels 37 establiments que hi havia el 2007, 3 eren d'empreses extractives, 1 d'una empresa alimentària, 1 d'una empresa de fabricació d'altres productes industrials, 10 d'empreses de construcció, 6 d'empreses de comerç i reparació d'automòbils, 1 d'una empresa de transport, 2 d'empreses d'hostatgeria i restauració, 1 d'una empresa d'informació i comunicació, 2 d'empreses financeres, 1 d'una empresa immobiliària, 4 d'empreses de serveis i 5 d'empreses classificades com a «altres activitats de serveis».
Dels 16 establiments de servei als particulars que hi havia el 2009, 2 eren oficines bancàries, 1 taller de reparació d'automòbils i de material agrícola, 3 paletes, 2 fusteries, 1 lampisteria, 2 electricistes, 1 empresa de construcció, 3 perruqueries i 1 restaurant.
Dels 3 establiments comercials que hi havia el 2009, 1 era una gran superfície de material de bricolatge, 1 una botiga de menys de 120 m² i 1 una fleca.
L'any 2000 a Dangeau hi havia 40 explotacions agrícoles que ocupaven un total de 3.564 hectàrees.

## Equipaments sanitaris i escolars
El 2009 hi havia una escola elemental.

## Poblacions més properes
El següent diagrama mostra les poblacions més properes.